# Saint-Coutant (Charente)
Saint-Coutant település Franciaországban, Charente megyében. Lakosainak száma 212 fő (2022. január 1.). Saint-Coutant Alloue, Ambernac, Benest, Champagne-Mouton, Saint-Laurent-de-Céris és Le Vieux-Cérier községekkel határos.

## Népesség
A település népessége az elmúlt években az alábbi módon változott:
| Lakosok száma | 391  | 284  | 259  | 217  | 221  | 224  | 220  | 216  | 215  | 212  |
|               | 1968 | 1982 | 1990 | 2006 | 2013 | 2015 | 2017 | 2019 | 2020 | 2022 |